# In Alium (Tavener)
In Alium es una de 1968 del compositor británico John Tavener. Está escrita para soprano, orquesta y cinta magnética. Es un encargo del director de música de la BBC William Glock para su interpretación en Los Proms. La cinta tiene grabaciones con el sonido de niños jugando y diciendo oraciones.